# Bezjovo
Bezjovo (cyr. Безјово) – wieś w Czarnogórze, w gminie Podgorica. W 2011 roku liczyła 64 mieszkańców.